# Chüden
Chüden ist eine Ortschaft der Kreisstadt Salzwedel im Altmarkkreis Salzwedel in Sachsen-Anhalt.

## Geographie

### Ortschaftsgliederung
Die Ortschaft Chüden besteht aus den Ortsteilen Groß Chüden, Klein Chüden und Ritze.

## Geschichte
Am 1. Dezember 1972 wurde die Gemeinde Groß Chüden im Kreis Salzwedel in Chüden umbenannt. Die bisherige Gemeinde wurde zum Ortsteil Groß Chüden. Gleichzeitig erfolgte die Eingemeindung der Gemeinde Ritze aus dem gleichen Kreis mit ihrem Ortsteil Klein Chüden nach Chüden. Klein Chüden war bereits am 20. Juli 1950 in Ritze eingemeindet worden.
Damit bestand bis Ende 2009 die bis dahin eigenständige Gemeinde Chüden aus den Ortsteilen Groß Chüden, Klein Chüden und Ritze. Sie war Mitglied der Verwaltungsgemeinschaft Salzwedel-Land.
Durch einen Gebietsänderungsvertrag beschloss der Gemeinderat der Gemeinde Chüden am 22. April 2009, dass die Gemeinde Chüden in die Hansestadt Salzwedel eingemeindet wird. Dieser Vertrag wurde vom Landkreis als unterer Kommunalaufsichtsbehörde genehmigt und trat am 1. Januar 2010 in Kraft.
Nach Eingemeindung der bisher selbstständigen Gemeinde Chüden wurden Groß Chüden, Klein Chüden und Ritze Ortsteile der Hansestadt Salzwedel. Für die eingemeindete Gemeinde wurde die Ortschaftsverfassung nach den §§ 86 ff. Gemeindeordnung Sachsen-Anhalt eingeführt. Die eingemeindete Gemeinde Chüden und künftigen Ortsteile Groß Chüden, Klein Chüden und Ritze wurden zur Ortschaft der aufnehmenden Hansestadt Salzwedel. In der eingemeindeten Gemeinde und nunmehrigen Ortschaft Chüden wurde ein Ortschaftsrat mit fünf Mitgliedern einschließlich Ortsbürgermeister gebildet.

### Einwohnerentwicklung
| Jahr | Einwohner |
| ---- | --------- |
| 1971 | 668       |
| 1981 | 480       |
| 1985 | 469       |
| 1990 | 451       |
| 1993 | 458       |
| 1995 | 464       |

| Jahr | Einwohner |
| ---- | --------- |
| 2000 | 509       |
| 2005 | 467       |
| 2006 | 482       |
| 2007 | 488       |
| 2008 | 494       |
| 2009 | 477       |

## Politik

### Ortsbürgermeister
Ortsbürgermeister der Ortschaft Chüden ist seit 2015 Detlef Korneck.
Letzter Bürgermeister der Gemeinde Chüden war Ulrich Ungewickell.

### Ortschaftsrat
Die Ortschaftsratswahl 9. Juni 2024 lieferte folgendes Ergebnis:
- 4 Sitze Freiwillige Feuerwehr Chüden
- 1 Sitz Grüne

Damit ist die Sitzverteilung unverändert zur Wahl im Jahre 2019.
Gewählt wurden eine Frau und vier Männer. Von 341 Wahlberechtigten hatten 242 ihre Stimme abgegeben, die Wahlbeteiligung betrug damit 70,97 Prozent.

## Sport
Im Ortsteil Ritze trägt der SV Eintracht Chüden seine Heimspiele aus.